# Pieter Cornelius Tobias Snellen
Pieter Cornelius Tobias Snellen (30 d'agost de 1832 – 29 de març de 1911) va ser un entomòleg neerlandès.
Pieter Snellen era mercader a Rotterdam. No s'ha de confondre amb Samuel Constantinus Snellen van Vollenhoven, un altre entomòleg de Rotterdam.

## Treballs
- Lepidoptera / door P.C.T. Snellen met eene inleidung door Joh. F. Snelleman. Leiden, Brill,1892 online a BHL
- The Rhopalocera of Java. amb Murinus Cornelius Piepers i Hans Fruhstorfer. The Hague,M. Nijhoff 1909-1918. online at Biodiversity Heritage Library (quatre volums).
- Snellen, P.C.T. 1872 Bijdrage tot de Vlinder-Faune van Neder-Guinea, zuidwestelijk gedeelte van Afrika. Tidschrift voor Entomologie 15:1-112.
- Snellen, P.C.T. 1882 Aanteekeningen over Afrikaanische Lepidoptera. Tidschrift voor Entomologie 25:215-234.